# O Diabo (novela)
"O Diabo" (em russo:  Дьявол) é uma novela de Liev Tolstói. Foi escrita em 1889, com um final alternativo em 1909, mas publicada apenas postumamente em 1911. Como A Sonata a Kreutzer de Tolstói, escrita na mesma época, "O Diabo" lida com as consequências da emoção sexual.

## Enredo
Dois jovens homens, Eugene Irtenev e seu irmão, recebem uma grande herança após a morte de seu pai. No entanto, a herança está sobrecarregada de dívidas e os irmãos devem decidir se aceitam ou não. Eugênio aceita a herança e compra a parte do irmão, pensando que pode vender grandes extensões de terra enquanto faz melhorias no restante. Morando sozinho com a mãe enquanto trabalhava na fazenda, Eugene sente falta das relações que teve com as mulheres enquanto morava em São Petersburgo. Ele pergunta pela aldeia, e o vigia apresenta Eugene a um camponês local chamado Stepanida, cujo marido mora na cidade. Por vários meses, Eugene e Stepanida tiveram encontros, com Eugene pagando a ela todas as vezes. Eventualmente, a mãe de Eugene acha que é hora de ele se casar, de preferência com uma herdeira que os ajude com suas dívidas. Para sua decepção, Eugene se apaixona por Liza Annenskaya, uma charmosa garota de classe média, e eles se casam depois que Eugene rompe relações com Stepanida.
Após um ano de casada, Liza emprega duas camponesas para ajudar na limpeza da propriedade. Uma delas é Stepanida. Quando Eugene a percebe, toda a paixão por ela que ele pensava ter sido esquecida volta correndo. Ele não consegue parar de pensar nela e decide que ela deve ser mandada embora. Mais tarde, Liza sofre uma queda perigosa durante a gravidez, e Eugene a leva para uma cura de repouso na Crimeia por dois meses por ordem do médico. Ela dá à luz uma filha e as perspectivas financeiras de Eugene começam a parecer promissoras. Sua propriedade é descrita como estando nas melhores condições de funcionamento de todos os tempos, e ele acha que finalmente está feliz.
Em um festival de aldeia, Eugene percebe Stepanida dançando e seus olhares despertam seu desejo. Atormentado pela luxúria, ele pensa em reatar as relações com ela, mas percebe que o caso causaria escândalo demais. Eugene diz sobre Stepanida: "Realmente, ela é - um demônio. Simplesmente um demônio. Ela se possuiu de mim contra minha própria vontade." Ele se convence de que só há duas opções: matar Stepanida ou matar sua esposa e fugir com Stepanida. Eugene então pensa em uma terceira opção, que é cometer suicídio. Quando sua família o encontra morto por um tiro de revólver, não conseguem entender por que ele se matou, pois, embora estivesse evidentemente atormentado, não confidenciou aos parentes mais próximos.